# Luis Cuenca
Luis Cuenca (Navalmoral de la Mata, 6 dicembre 1921 – Madrid, 21 gennaio 2004) è stato un attore spagnolo.

## Carriera
Ha recitato con Totò nel film Totò d'Arabia nel ruolo dell'agente segreto Alì El Kasser. Ha vinto, tra gli altri, il premio Goya come miglior attore non protagonista nel 1996 per La buena vida.

## Filmografia
- Totò d'Arabia, regia di José Antonio de la Loma (1965)